# Magnolia amoena
Magnolia amoena (con el nombre común de  magnolia Tianmu, así llamada por montaña Tianmu de donde es originaria) es una especie de planta perteneciente a la familia  Magnoliaceae. Es endémica de China.  Está tratada en peligro de extinción por la pérdida de hábitat. 

## Distribución y hábitat
La planta es endémica de China. Se encuentra en la parte continental en Zhejiang y en otros lugares adyacentes, se encuentra a una altitud de 700  a 1.000 metros sobre el nivel del mar, en los bosques, aún no se ha introducido en el cultivo artificial.

## Taxonomía
Magnolia amoena fue descrito por Wan Chun Cheng y publicado en  Contributions from the Biological Laboratory of the Science Society of China : Botanical Series 9: 280, f. 28. 1934.
Etimología
Magnolia: nombre genérico otorgado en honor de Pierre Magnol, botánico de Montpellier (Francia).
amoena: epíteto latino que significa "agradable".
Sinonimia
- Yulania amoena (W.C.Cheng) D.L.Fu, J. Wuhan Bot. Res. 19: 198 (2001).[3]